# 康布雷同盟戰爭

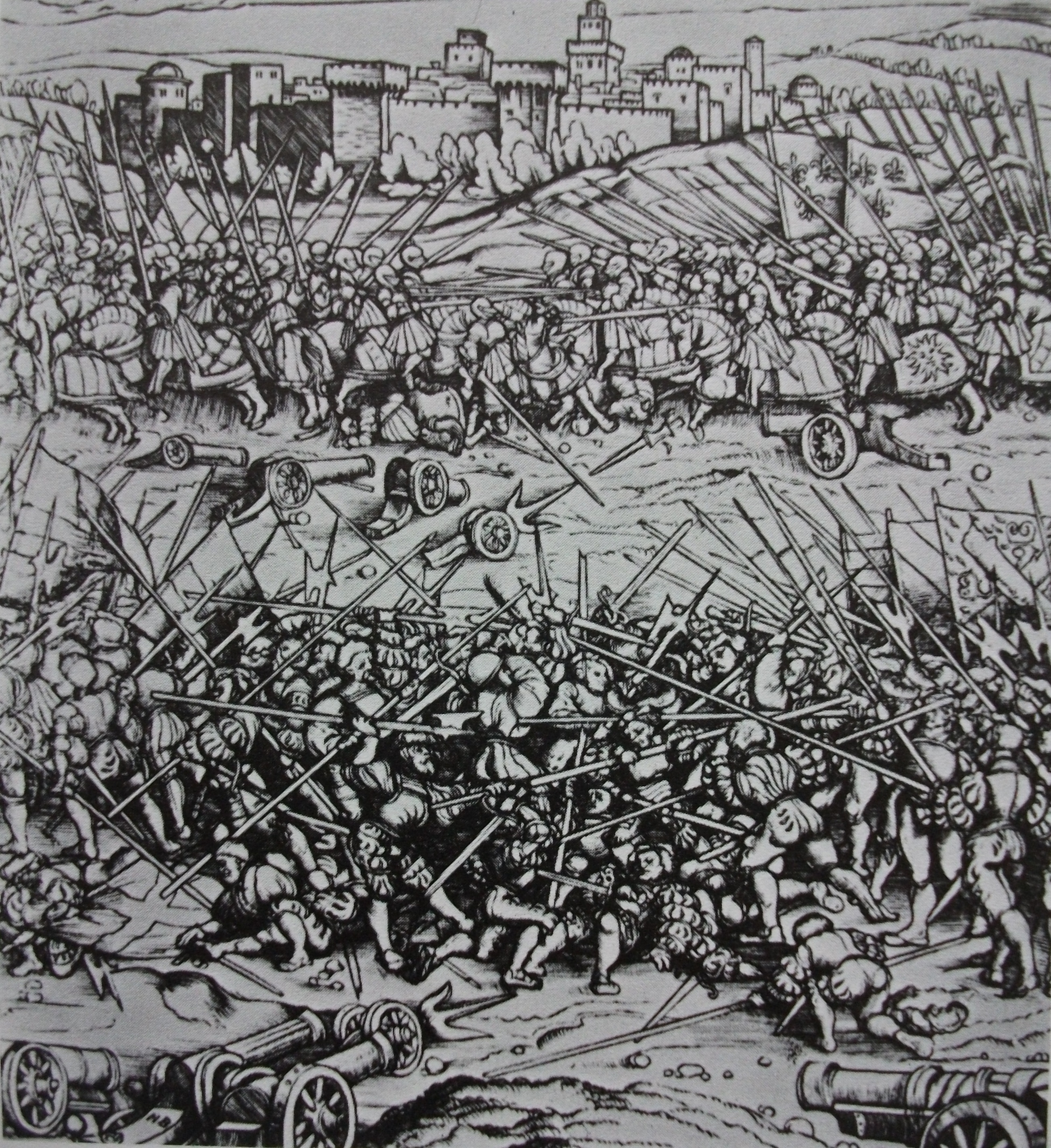
拉文納戰役 (1512年)，義大利戰爭中少數非常血腥的戰鬥

康布雷同盟戰爭（法語：Guerre de la Ligue de Cambrai），有時也被稱為神圣同盟戰爭（法语：guerre de la Sainte Ligue），部分史觀認為此次戰爭中可分為數個時期，各個時期都各自是獨立的戰爭，因此會有不同的名稱去對應各時期的戰爭。康布雷同盟戰爭是在意大利战争期間，於1508年至1516年時期發生的一場主要戰爭，主要参与方有法国、教皇国、威尼斯共和国。西班牙、神圣罗马帝国、英格兰、苏格兰王国、米兰公国、佛罗伦萨、費拉拉公國和瑞士分别在不同的时期加入了同盟，可說几乎每一个在西欧的重要势力，都參與了这个同盟。
教皇儒略二世为了遏制威尼斯对意大利北部的影响，缔結了一个反威尼斯联盟——康布雷同盟。同盟成員包含尤利乌斯二世、法国国王路易十二、神圣罗马皇帝马克西米连一世和西班牙费迪南德二世。最初，联盟是成功的，后来却因为尤利乌斯二世和路易十二之间的摩擦，导致联盟在1510年崩溃。在此之后，儒略二世改為聯合威尼斯一起对抗法国。
当法国于1512年侵略意大利时，威尼斯-教皇联盟最终扩大到神圣联盟；战利品分配的分歧和争执导致了威尼斯脱离联盟，转而支持法国。而之后在继承了路易十二王位的弗朗索瓦一世的领导下，法国和威尼斯人于1515年在马里尼亚诺战役取得了胜利，重新夺回了失去的领土。最终各方在诺扬和布鲁塞尔缔结的条约，结束了这场战争，实质上也恢复了1508年意大利版图。

## 前奏
15世纪，威尼斯共和国在总督莱昂纳多·洛雷丹的统治下，经济和军事实力均达到了顶峰：它在地中海拥有多个领地，并以此为基地在威尼斯和伦巴第大陆大举扩张，有时是通过军事征服，有时则是收买和甚至自请归附。这引起了亚平宁半岛各国统治者、尤其是教皇的担忧，他们在1503年眼睁睁地看着罗马涅许多重要城市主动归降威尼斯。
第一次意大利战争之后，教皇亚历山大六世在法国的帮助下将势力范围扩大到意大利中部之外，征服了整个罗马涅地区（pp. 56-57）。到1503年8月18日亚历山大去世时（p. 390），身为教皇国旗手的切萨雷·博尔贾已将本蒂沃格里奥家族驱逐出博洛尼亚，那里曾是本蒂沃格里奥的領地。博尔贾的意图是建立由自己家族统治的稳定国家。
尽管切萨雷·博尔贾拥有教皇留下的财富可供支配，但当法国和西班牙军队集结在罗马，试图影响教宗选举时，他未能保卫这座城市；继任教宗庇护三世剥夺了博尔贾的头衔，并将他降级为步兵连的指挥官，而庇护三世不久后就被儒略二世取代（pp. 102–109）。被驱逐的罗马涅领主抓住了博尔贾的严重弱点，提出向威尼斯共和国归降，条件是恢复他们的古老领地。威尼斯元老院接受了，未来教宗儒略二世的压力在这一事件中也起了作用，他对博尔贾家族深表痛恨：后者在1503年说服威尼斯人占领了罗马涅和马尔凯的许多城市，包括里米尼和法恩扎（p. 391）。
儒略二世逮捕和监禁了切萨雷·博尔贾，並取得教皇军队的完全控制，隨後試圖重新建立教皇对罗马涅的主权。由於威尼斯共和国在最近的战争中毫发无损，教皇不願與此意大利强国断然决裂，因此打算透過外交途徑要求威尼斯归还被吞并的罗马涅城市（pp. 127-132, 135-139）。威尼斯共和国，尽管愿意承认教皇对阿普利亚海岸沿岸港口城市的主权，并每年向儒略二世进贡，但拒绝放弃这些城市（p. 85）。共和国的拒绝促使教皇与法国（有意收复威尼斯占领的米兰）和神圣罗马帝国（有意征服维罗纳、维琴察、帕多瓦和特雷维索等城市）组成反威尼斯联盟。三国的联盟协定于1504年9月22日在法国布卢瓦签署，作为讨论荷兰局势的条约的一部分，秘密决定了如何灭亡骄纵的共和国，并分割其领土。布卢瓦条约暂时没有导致武装冲突，这一方面是因为威尼斯同意与教皇谈判（1505年将罗马涅的一些小城镇献给教皇）（p. 392），另一方面儒略二世也认为他没有足够实力与共和国对抗。因此，在接下来的两年里，他致力于重新控制位于教皇国和威尼斯领土之间的博洛尼亚和佩鲁贾，这两个地方当时处于半独立的状态（pp. 174–175）。
1507年，儒略二世再次要求共和國歸還之前佔領的城市，這次遭到了威尼斯參議院的嚴厲拒絕（p. 393）。

## 战争经过

### 背景：占领卡多雷（1508年冬）
1508年2月，哈布斯堡王朝的马克西米利安以前往罗马进行加冕礼为借口，要求穿越威尼斯领土，但他真实的目的其实是为了从塞雷尼西马的控制下夺取弗留利（p. 115）。威尼斯元老院对马克西米利安的回应很友好，但也宣布不会让整支军队穿越领土护送哈布斯堡王室。皇帝眼看自己最初的计谋落空，下令以5000人的军队入侵卡多雷（威尼斯共和国最北部的省份）。攻下之后，由于正值寒冷多雪的冬季，他不得不遣送大约3000名士兵回家，剩余的军队驻扎在皮耶韦（p. 393）（pp. 115-116）。
威尼斯决定不再忍耐，当场组建了一支2000人的军队，集结在巴萨诺的营地，由巴尔托洛梅奥·达尔维亚诺率领，以期利用冬日严寒、积雪深深将神圣罗马帝国的军队赶走。威尼斯人用计伏击了哈布斯堡军队，使其离开皮耶夫城堡，然后在1508年3月2日鲁塞科战役中将其消灭。几周后蒂罗尔军队的第二次进攻以更大的失败告终：达尔维亚诺不仅击败了帝国军队，还征服了的里雅斯特、波代诺内和菲乌梅，迫使马克西米利安向威尼斯求和（p. 393）（pp. 115-116）。马克西米利安对屡次惨败深感耻辱和羞愧，马克西米利安联络了法王路易十二，以便就反威尼斯联盟达成一致（p. 116）。

### 在康布雷签署签署密约（1508年12月10日）
1508年3月中旬，威尼斯共和国自行提名了自己的主教顶上维琴察主教区的空缺，这为反威尼斯同盟提供了口实（这一提名符合普遍习惯，但儒略二世却认为这是挑衅）。欧洲主要大国一个接一个加入反威尼斯联盟，更新了教皇于1504年在布卢瓦与法国和神圣罗马帝国的协议（pp. 115）。尤其是在第二次意大利战争后控制了米兰的法国国王路易十二，对法国在意大利的进一步扩张表现出了兴趣。在当年剩余的时间里，联盟进行了长时间谈判，最终于1508年12月10日，法国、神圣罗马帝国和阿拉贡费尔南多二世的代表在康布雷会面（p. 64）。康布雷联盟随后在这个法国小镇成立，就建立一个反威尼斯大联盟的达成了秘密初步协议，还邀请了教皇儒略二世和匈牙利国王烏拉斯洛二世（pp. 394-395）（pp. 115-116）。
教皇并没有亲自参与签署，但他授权的宗座代表与路易的首相热奥尔热·德昂布瓦塞达成了协定（pp. 116-117）。尽管昂布瓦塞是儒略二世强有力的反对者，但教皇仍然决定站在联盟一边，因为他相信他可以重新征服当时由威尼斯控制的罗马涅地区。他们协商由法国在伦巴第开始军事行动后，教宗的军队才需加入，在这点取得一致意见后，1509年3月23日，教皇正式加入了联盟（pp. 116-117）。
尽管所有这些设想使得联盟的各个参与方都能满意，但康布雷联盟名义上的目标是反抗奥斯曼帝国。事实上，条约的内文提到动员签署国的军队抗击土耳其人：“他们的贪婪是基督教国家分裂的一个因素”；然而很明显，真正的目标却是威尼斯共和国（pp. 115-116）。确切地说，在这个联盟中达成的秘密协议规定了以如下方式划分威尼斯领土（pp. 248–251）（pp. 228-234）（p. 116）（p. 284）：
- 威尼托、弗留利、伊斯特拉半岛外加戈里齐亚、的里雅斯特和罗韦雷托归神圣罗马皇帝马克西米利安；
- 克雷莫纳、克雷马、布雷西亚、贝加莫和阿达河格拉小镇的领土归法国国王路易十二；
- 特拉尼、布林迪西、奥特朗托、加里波利等城市以及最近被威尼斯人占领的其他阿普利亚港口，归卡斯蒂利亚、西西里和那不勒斯的摄政王兼阿拉贡国王费尔南多二世；
- 达尔马提亚归匈牙利国王乌拉斯洛；
- 罗马涅威尼斯人占领的城市：拉文纳、切尔维亚、里米尼、法恩扎和弗利，归教宗；
- 1481年被威尼斯人征服的波列西，归费拉拉公爵阿方索一世；
- 佩斯基耶拉、阿索拉和洛纳托等毗邻侯国布雷西亚和委罗内塞边界的城市归曼都亚侯爵弗朗切斯科二世[9]；
- 1489年被威尼斯占领的塞浦路斯岛归萨沃伊公爵卡洛，他是萨沃伊家族的其合法继承人。

### 第一阶段：康布雷联盟（1508-1509）
尽管危机迫在眉睫，威尼斯于1509年4月4日提出将法恩扎和里米尼归还教宗国，但在3月23日，儒略二世公开加入康布雷联盟，并于4月27日将威尼斯革除教籍，并任命费拉拉·阿方索公爵一世为罗马天主教会的旗手。威尼斯禁止在自己的领土上将绝罚公开，并重罚那些违反的人。感到身陷重围的威尼斯人也考虑过与奥斯曼人结盟，但最终他们准备采取拖延战略，因为他们确信联盟会因为内部冲突的发展而瓦解（p. 117）。
1509年4月15日，路易十二率法军离开米兰，迅速进入威尼斯领土。为了反击，威尼斯雇佣了一支由奥尔西尼表兄弟指挥的雇佣军，尼科洛·迪皮蒂利亚诺任指挥官，巴尔托洛梅奥·达尔维亚诺任副指挥官，但他们对怎样才是阻止法国前进的最佳方式上，存在着无法调和的分歧。事实上，前者被认为是一个精明的战略家，倾向于以达成政治均势为目标，意大利诸国长期以来就是这么行动的；而后者提出了一种更冒进的策略，符合他的急躁性格（pp. 117-118）。因此，当路易十二于5月初带着近四万人渡过阿达河时（p. 285），达尔维亚诺向前新军来直面他，奥尔西尼则向南撤退，认为避免战斗才是最佳解决方案。1509年5月14日，阿尼亚德洛战役打响，达尔维亚诺发现法军人数远远压倒了己方，便向堂兄请求增援，但后者命令他停止战斗并继续行军（pp. 120-121）（p. 119）。达尔维亚诺无视新命令，继续战斗，直到他的军队被包围并彻底歼灭。尼科洛·奥尔西尼设法避开了法国军队，但他的雇佣并得知达尔维亚诺战败，第二天早上集体溃散，迫使他带着剩下的威尼斯军队撤退到特雷维索和梅斯特雷。大约只有6000名骑兵和7-8000名步兵剩下（pp. 399-400）（p. 121）。
由于新近的惨败，威尼斯共和国知道无力对抗强敌，于是决定撤离其大陆领地，专注于防守泻湖地区的防御，免除各省的效忠义务。5月15日，卡拉瓦乔守军向法国人敞开大门，5月16日，它的堡垒也陷落了。5月17日，贝加莫将城市的钥匙交给路易吉，而布雷西亚则封锁了撤退的威尼斯人的大门，并于5月24日与克雷莫纳和克雷马一起在没有任何顽强抵抗的情况下向法国投降（p. 90）。没有被法国占领的主要城市，如帕多瓦、维罗纳和维琴察、巴萨诺和费尔特雷，由于皮蒂利亚诺的撤退而失去了武装，并在马克西米利安的帝国使者抵达威尼托时迅速投降（p. 286）。这些惨败如此严重，以至于泻湖地区的居民甚至开始担心共和国即将灭亡（pp. 121-122）。与此同时，儒略二世在阿方索一世的帮助下，对威尼斯发布了禁令，将所有共和国公民逐出教会，入侵罗马涅并占领了拉文纳。在阿方索加入联盟并于4月19日出任教会旗手之后，波列西纳也被他收入囊中。在半岛南部，阿拉贡的费尔南多也夺回了普利亚的港口（pp. 401-402）（pp. 121-122）。
1509年5月31日，威尼斯下令将加尔达湖的舰队凿沉，以防止它落入法国人的手中。简而言之，联盟的军队占领了整个大陆，直逼泻湖边缘。在梅斯特的大路口，皮蒂利亚诺设置了路障。6月10日，一些贵族试图向神圣罗马帝国献出特雷维索的税收，被起义民众阻止，这为他们赢得了700名步兵的支援，并获得了这座城市15年的免税期。这样的事在那个时代相当罕见，当时公民们被从一个政权移交到另一个政权时，没有反抗是相当正常的（p. 122）。
在被占领的城市，神圣罗马帝国所派的总督刚上任就变得不受欢迎。7月中旬，帕多瓦市民发动起义，行政长官安德里亚·格里蒂指挥的威尼斯骑兵分队向他们提供了帮助（p. 94）。事实证明，驻扎在该市的帝国佣兵人数太少，难以抵抗，最后威尼斯人于1509年7月17日重新控制了帕多瓦（p. 404）。起义的成功促使马克西米利安采取行动：8月初，一支庞大的帝国军队在法国和西班牙的支援下离开特伦托，向威尼托方向前进。由于缺乏马匹，以及普遍的混乱，帝国军队直到9月才到达帕多瓦，这让皮蒂利亚诺的军队有时间在城市内集结。围攻帕多瓦于1509年9月15日开始。虽然法国和神圣罗马帝国的大炮成功地在帕多瓦城墙中打开了缺口，但拥有20000名战士的守军顽强地坚守这座城市。马克西米利安越来越不耐烦，军队由于疾病、营养不良和沮丧而陷于危境。9月30日，他被迫撤围，率军队主力撤退到蒂罗尔（p. 405）（p. 123）。
11月中旬，皮蒂利亚诺恢复进攻；威尼斯军队轻松击败了剩余的帝国军队，夺回了维琴察、埃斯泰、费尔特雷和贝卢诺。尽管随后对维罗纳的攻击失败了，但在行动中皮蒂利亚诺摧毁了弗朗切斯科二世指挥的教皇国军队。波莱塞拉战役中，安杰洛·特雷维森指挥的威尼斯帆船舰队在河上对费拉拉发动突击，没能成功，因为停泊在费拉拉波河的威尼斯船只被大炮击沉（p. 406）（pp. 322–323）。之后，法国的继续进军迫使皮蒂利亚诺再次撤退到帕多瓦（p. 125）。
由于两线作战、兵源不足，威尼斯元老院决定于6月20日派大使游说教皇，以谈判达成和解，并揭示外国军队的存在会威胁整个意大利。教皇提出的条件很苛刻：共和国将失去自行在其领土上任命神职人员的传统权利，归还以前受教皇国管辖的所有城市，并且支付一大笔赔款。元老院的使者谈了两个多月，但最终在1510年2月24日被迫接受教皇的要求。事实上，威尼斯十人委员会已经决定，这个协议仅仅是权宜之计，一旦有了机会，他们就把它彻底推翻（pp. 408-409）。
威尼斯和教皇之间的和解并没有阻止法国人在3月份再次入侵威尼托。一月，皮蒂利亚诺去世，这意味着安德里亚·格里蒂将独自指挥威尼斯军队；即使马克西米利安无法帮助法王路易，法国军队也足以在五月前将威尼斯人逐出维琴察。格里蒂驻防帕多瓦，以防备法军发动联合进攻。但路易由于他的顾问、红衣主教热奥尔热·德昂布瓦兹突然病倒而忧心忡忡，放弃了围城计划（pp. 410-41）。
与此同时，9月11日，威尼斯甚至命令驻君士坦丁堡的執達吏和驻亚历山大埃及的领事分别向奥斯曼朴特和马穆鲁克苏丹施压，这两个派系和共和国在历史上是敌人，但商业上是盟友。它们给了威尼斯大量贷款，并减少和其他欧洲国家的贸易。一旦威尼斯被击败，那些欧洲国家就没有机会反抗穆斯林势力。
与此同时，战地局势越来越有利于威尼斯。11月26日，维琴察向格里蒂敞开了大门，三天后联盟的驻军放弃了城堡。巴萨诺、费尔特雷、贝卢诺、奇维达莱、新堡、蒙塞利切、蒙塔尼亚纳和波莱西内被重新夺回。